# Notholaena weatherbiana
Notholaena weatherbiana är en kantbräkenväxtart som beskrevs av Tryon. Notholaena weatherbiana ingår i släktet Notholaena och familjen Pteridaceae. Inga underarter finns listade.